# Locomotiva Stadler Euro 9000
Le locomotive Stadler Euro 9000 sono delle locomotive elettriche politensione costruite da Stadler Rail dal 2020 e per le quali è prevista l'entrata in servizio regolare a partire dalla fine del 2022.

## Storia
Il locomotore è considerato l'evoluzione naturale delle precedenti famiglie Stadler EuroDual ed Euro 4000. Le prime due unità, costruite nel 2020, vennero trasportate via nave al porto di Brema in Germania e trasferite al sito di test di Wegberg-Wildenrath. Vennero ordinate dieci unità da ELP nel maggio 2019, principale cliente di Stadler per la famiglia delle EuroDual, per metterle a disposizione, con contratti di leasing, alle imprese ferroviarie.
L'unità 300 arrivò il 24 luglio 2021 a Chiasso e due giorni dopo venne trasferita a Bologna San Donato per una seconda fase di test e per l'iter di certificazione di Rete Ferroviaria Italiana per la circolabilità sull'infrastruttura ferroviaria nazionale italiana. L'entrata in esercizio regolare è prevista tra fine 2022 e inizio 2023 presso le varie imprese europee.

## Caratteristiche
Le Euro 9000 sono locomotori multisistema, bimodali e politensione: possono funzionare alle tensioni di 25000 V 50 Hz e 15000 V ~ 16 ⅔ Hz (frequenza ferroviaria) in corrente alternata, in 3000 V e 1500 V in corrente continua oltre che in diesel (grazie al modulo last mile); sono predisposti per l'utilizzo in Italia, Germania, Austria, Svizzera, Paesi Bassi e Belgio.
Possono produrre uno sforzo all'avviamento fino a 500 kN, una potenza massima di 9000 kW (da qui il nome) sotto tensione alternata, 6000 kW sotto tensione continua e 1900 kW in versione diesel, arrivano alla massima velocità di 120 km/h. Per sopperire alle limitazioni derivanti dai 3000 V cc, è stata implementata una funzione che prevede l'utilizzo del motore termico in ausilio di quelli elettrici facendo aumentare la potenza dai 6000 kW ai 7500 kW permettendo un incremento del 25% della prestazione massima. Ad esempio, con una massa da frenare di 2000 t e un'ascesa del 16‰ l'unità di trazione può raggiungere i 70 km/h assorbendo 2000 A sotto catenaria a 3000 V cc in modalità "diesel boost mode".
Peculiare è il rodiggio, Co'Co', due carrelli a tre assi collegati ai motori asincroni trifase e dotati di un sistema di controllo del singolo asse atto ad evitare slittamenti e garantire un miglior sforzo di trazione. Sono attrezzati con ERTMS/ETCS Base Line 3 e, a seconda della destinazione di utilizzo, dei singoli sistemi di protezione a livello nazionale. La frenatura è di tipo pneumatica ed elettrica, rigenerativa e reostatica.
La massa reale (e virtuale) dei mezzi è di 120 t e sono lunghi 23,02 m.

### Fonti
1. 1 2  European Loc Pool, p. 1.
2. ↑  railvolution.net
3. 1 2 3  RailColor.
4. 1 2  Ariën
5. 1 2   Marco Bruzzo, Staler EuroDual bimodali: "Lena" e "Nina" di ELP per VTG, su blog.tuttotreno.it, 11 febbraio 2021. URL consultato il 6 agosto 2021.
6. 1 2 3 4 5  Ferrovie.it
7. 1 2 3  European Loc Pool, p. 2.
8. 1 2  Wascosa, p. 8.
9. ↑  Wascosa, p. 9.

### Ufficiali
- (EN) European Loc Pool, EURO9000 LOCOMOTIVE Electric multisystem locomotive (PDF), su europeanlocpool.com. URL consultato il 5 agosto 2021.

### Articoli
- (EN) The First EURO9000 Locomotives Are Heading For Testing, su railvolution.net, 7 gennaio 2021. URL consultato il 6 agosto 2021.
- (EN) Railcolor Headquarters, [NL] A first: Rail Force One to lease Euro 9000 locomotives from ELP, su railcolornews.com, 19 febbraio 2020. URL consultato il 6 agosto 2021.
- (EN) Wascosa, Wascosa infoletter. Latest news for the freight wagon industry (PDF), su wascosa.ch, 33ª ed., giugno 2020. URL consultato il 6 agosto 2021 (archiviato dall'url originale il 5 agosto 2021).
- (DE) Ariën, Twee Euro 9000 locomotieven van Stadler onderweg voor beproeving in Duitsland, su treinenweb.nl, 6 gennaio 2021. URL consultato il 6 agosto 2021.
- Redazione Ferrovie.it, Euro 9000, la sei assi di Stadler è alle porte d'Italia, su ferrovie.it, 24 luglio 2021. URL consultato il 5 agosto 2021.